# Cataguarino
Cataguarino é um distrito do município brasileiro de Cataguases, estado de Minas Gerais. Localiza-se a noroeste da sede municipal, da qual dista cerca de 16 quilômetros.
Foi criado com o nome de Espírito Santo do Empoçado em 6 de novembro de 1869, pela Lei Provincial n° 1263, subordinado ao município de Leopoldina. Foi transferido para o município de Cataguases em 25 de novembro de 1875 pela lei n° 2180, que criou o referido município. Teve seu nome alterado para Cataguarino em 31 de outubro de 1894 pela lei municipal n° 32.